# Újezd u Boskovic (tvrz)
Újezd u Boskovic je zaniklá tvrz, která stávala na vrchu Hradisko asi jeden kilometr severně od stejnojmenné obce. Dochovaly se po ní terénní pozůstatky opevnění.

## Historie
O tvrzi se nedochovaly žádné zprávy. Někteří autoři lokalitu považují za obléhací opevnění boskovického hradu, ale pravděpodobnější je, že zde stávalo menší panské sídlo. Podle názvu a archaické podoby lze předpokládat, že existovalo ve dvanáctém či třináctém století.

## Stavební podoba
Tvrziště má oválný půdorys o rozměrech 42 × 30 metrů. Středový pahorek je obehnán příkopem širokým devět metrů a hlubokým 3,5 metru, před kterým se nachází val. Příkop s valem chybí na severozápadní straně, kterou dostatečně chránil přirozený svah. Na okrajích středového pahorku jsou patrné snížené terasy, které naznačují existenci ohrazení centrální plochy.